# Герб Маринина
Герб Маринина — офіційний символ села Маринин, Рівненського району Рівненської області, затверджений 27 лютого 1998 р. рішенням сесії Марининської сільської ради. 
Автори — А. Гречило та Ю. Терлецький.

## Опис герба
У срібному полі два сині вістря, на кожному з яких по срібному лапчастому хресту, а між ними — синя лілея.

## Значення символів
Знаки вказують на назву поселення та відображають місцеві природні особливості: ламані лінії формують літеру М, а лілея та кольори свідчать про багатство водних ресурсів, крім того лілея вважається символом Діви Марії та вказує на назву села.
Щит увінчано червоною міською короною, що вказує на село, яке давніше було містечком.